# 江州 (北齐)
江州，中国南北朝时设置的州。
南朝梁设置晋州，齐文宣帝天保六年（555年）四月北齐攻克晋州，改为江州。治所在怀宁县（今安徽省安庆市潜山县梅城镇），下辖龙安郡、高塘郡、晋熙郡、新蔡郡、枞阳郡。龙安郡下辖太湖县、东陈县，晋熙郡下辖怀宁县、新冶县，新蔡郡下辖永兴县，枞阳郡下辖枞阳县、阴安县。陈宣帝太建五年（573年）南陈北伐北齐，占领江州，改为晋州。